# Noatak
Noatak (ang. Noatak River) – rzeka w Stanach Zjednoczonych, w północnej części Alaski, na terenie okręgów Northwest Arctic, North Slope i Yukon–Koyukuk, dopływ Morza Czukockiego. Długość rzeki wynosi 684 km.
Źródła rzeki znajduje się na stokach szczytu Mount Igikpak, w paśmie górskim Schwatka (część Gór Brooksa). Rzeka płynie w kierunku zachodnim, w dolnym biegu skręca na południe. Uchodzi do zatoki Hotham Inlet, będącej odnogą Kotzebue Sound (część Morza Czukockiego), naprzeciw położonego na półwyspie Baldwin miasta Kotzebue.